# Gangulfo de Varennes
San Gangulfo de Varennes (Gengoul, Gangulf, Gangolf, Gangolfo, Gengou, Gangloff, Gengoux, Gigou, Genf, Gandoul, Gingolph, Gangulfus o Golf) (f. 11 de mayo de 760) es venerado como mártir por la Iglesia católica.

## Leyenda
Los datos que conocemos del santo provienen de una escritura de la corte de Pipino el Breve de 762. Nacido de una de las familias más ilustres de Borgoña, su educación fue proporcionada por sus padres, que eran cristianos virtuosos. En su juventud, Gangulfo era conocido por su gran honestidad, castidad y decencia, y visitó iglesias y leyó los textos religiosos, evitando la compañía de libertinos. Cuando sus padres murieron, se convirtió en un propietario excepcional, cuidando de la economía del hogar y los campos con facilidad y donando parte de su capital a las iglesias y a los pobres. Cuando llegó el momento de casarse, eligió a una mujer que no compartía sus virtudes. Como noble importante, Gangulfo participó en las guerras de la época, pero también se dedicó a la predicación del Evangelio en Frisia.
En un viaje a Borgoña, se encontró con una propiedad en Bassigny en la cual había una fuente donde brotaba una agua dulce y buena. Gangulfo compró la propiedad. Sin embargo, sus amigos se burlaban de él porque no se podía llevar la fuente a casa. Sin embargo, cuando Gangulfo regresó a su casa, dio un golpe en el suelo con un palo. Al día siguiente, brotó de la tierra una nueva fuente de agua dulce.
Durante su ausencia, su esposa había cometido adulterio con un sacerdote. Su esposa proclamó su inocencia, pero Gangulfo quería que probara su inocencia ante Dios. Por lo tanto, introdujo la mano de la esposa en la misma fuente de agua que había creado y la mano de su esposa estaba completamente y milagrosamente escaldada por el agua. Gangulfo fue indulgente: prohibió a su mujer compartir su cama de matrimonio y también ordenó al sacerdote a que se fuera al extranjero.
Gangulfo por su parte decidió renunciar a su fortuna y convertirse en un ermitaño. Se retiró a su castillo en Avallon, cerca de Vézelay, y empezó a realizar obras de penitencia y caridad.
Sin embargo, su esposa regresó con el antiguo amante. El sacerdote, que quería decapitar a Gangulfo, atacó al santo mientras dormía, pero tan sólo pudo herir un muslo. La herida, sin embargo, demostró ser fatal y Gangulfo recibió la unción de los enfermos el 11 de mayo de 760.
El sacerdote huyó del país con la esposa de Gangulfo. Según la tradición, se efectuaron varios milagros en la tumba del santo, y tanto su esposa como su amante sufrieron enfermedades hasta encontrar la muerte.

## Veneración
Las reliquias de Gangulfo fueron llevadas a Varennes-sur-Amance en la diócesis de Langres, donde se le rindió culto, y luego distribuidas a varios lugares de Francia, Alemania, Países Bajos y Suiza. EL nombre de Gangulfo se encuentra en numerosos martirologios de los siglos X y XI, en Francia, así como en Alemania, y más tarde en Inglaterra y Italia. Su vida fue escrita probablemente en Varennes.
Hroswita de Gandersheim escribió una versión de su vida en torno al año 960.

## Galería

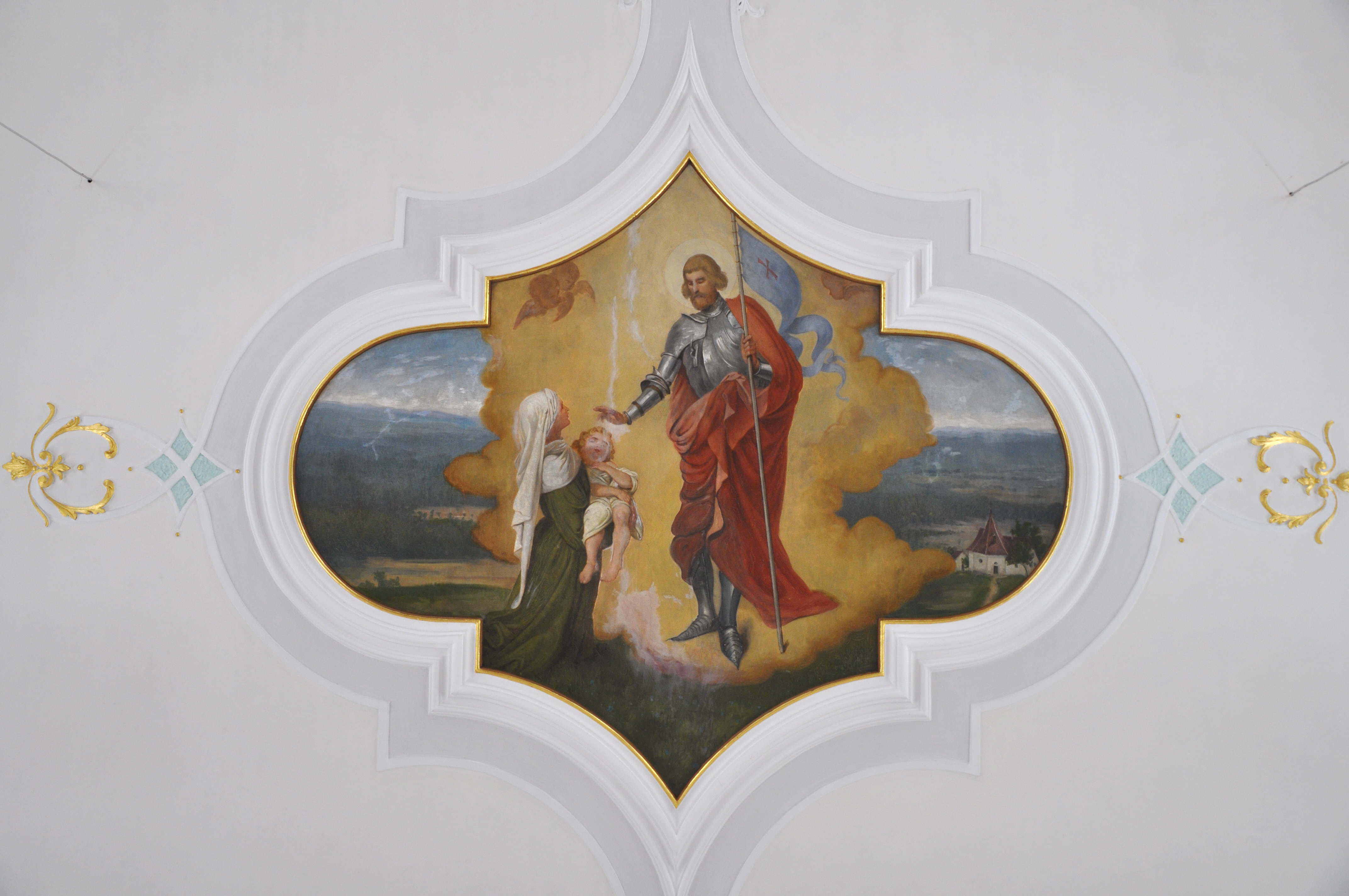
Imagen de Gangulfo en la iglesia de Wolpertswende.
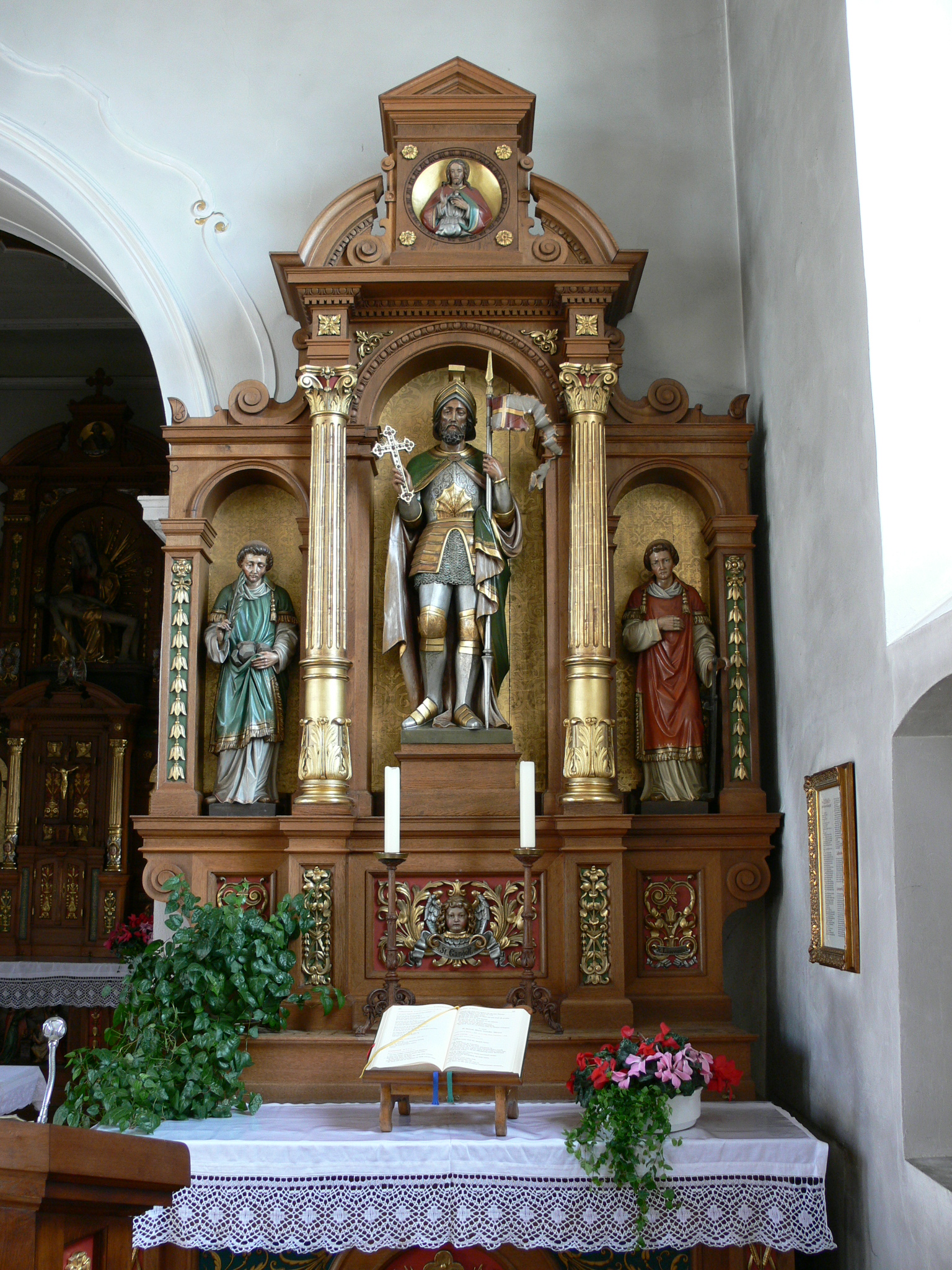
Altar de Saint Gangolf, Wolpertswende.
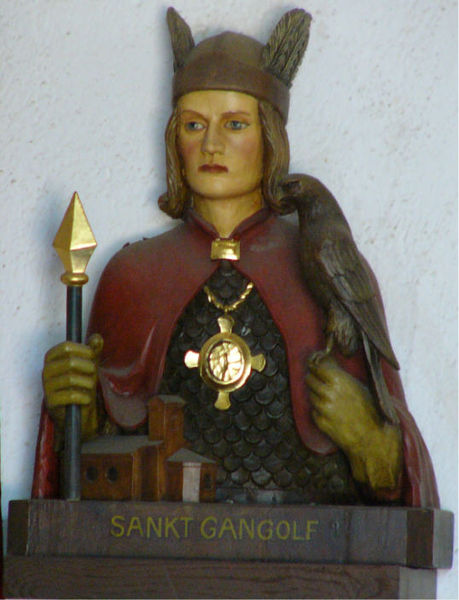
Busto de Gangulfo en Milseburg.
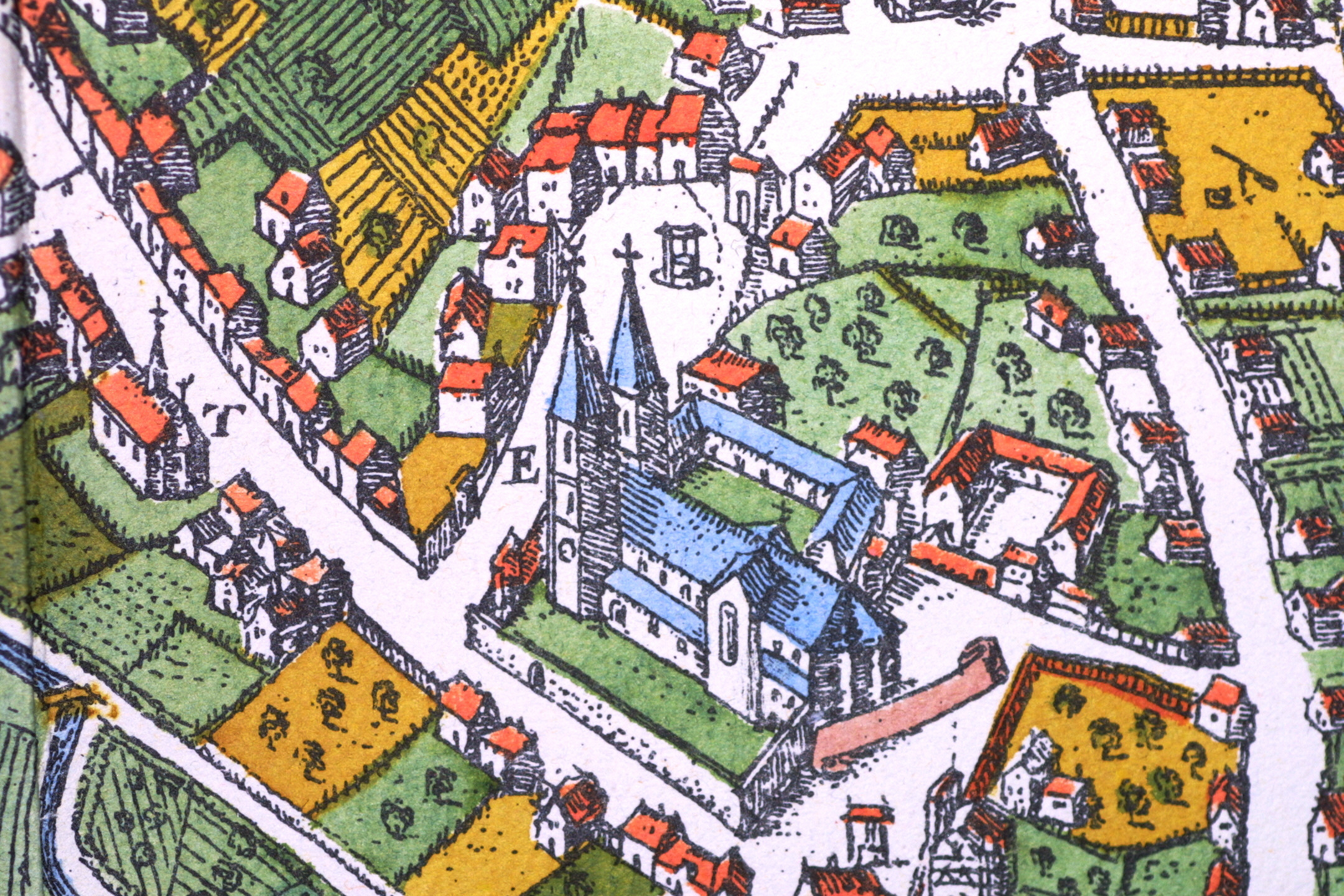
Mapa histórico de Bamberg. Iglesia de San Gangolfo en Bamberg.